# Wally Bell
Wally Bell (né le 10 janvier 1965 à Ravenna, Ohio - mort le 14 octobre 2013 à Youngstown, Ohio) est un arbitre américain des Ligues majeures de baseball.

## Biographie
Bell commence sa carrière d'arbitre à l'âge de 17 ans dans les Petites ligues. Il travaille six ans comme arbitre dans les ligues mineures de baseball avant de joindre en 1993 l'escouade d'arbitres de la Ligue nationale de baseball, puis d'intégrer l'équipe d'officiels des Ligues majeures de baseball lorsque la Ligue nationale et la Ligue américaine sont réunies en une seule entité en 2000.
Wally Bell est arbitre dans la Série mondiale 2006, dans les matchs d'étoiles de 1997, 2000 et 2013 ainsi que dans plusieurs séries éliminatoires : les Séries de divisions de la Ligue nationale en 1998, 1999, 2004, 2006 et 2013, une Série de divisions de la Ligue américaine en 2003, la Série de championnat 2000 de la Ligue américaine et les Séries de championnat de la Ligue nationale en 2001 et 2005. Le 21 septembre 2001, Bell est l'arbitre au marbre lors du match entre les Braves d'Atlanta et les Mets au Shea Stadium à l'occasion du premier match de baseball joué à New York après les attentats du 11 septembre. Il est également en fonction pendant la Classique mondiale de baseball 2013. En 1999, il effectue un retour sur le terrain après avoir récupéré d'une opération à cœur ouvert. Il arbitre son dernier match le 9 octobre 2013 à Saint-Louis dans le 5e affrontement de Série de division entre les Pirates de Pittsburgh et les Cardinals de Saint-Louis.
Son numéro d'uniforme était le 35.
Wally Bell meurt d'une crise cardiaque le 14 octobre 2013 à Youngstown, en Ohio. L'homme de 48 ans laisse trois jeunes enfants, deux fils et une fille. C'est la première fois depuis la mort de John McSherry, terrassé sur le terrain par une crise cardiaque en 1996, que l'on déplore un décès parmi les arbitres actifs des Ligues majeures.